# بيلة هيموغلوبينية ليلية انتيابية
البيلة الهيموغلوبينية الانتيابية الليلية (haemoglobinuria paroxysmalis nocturia)، ويقال لها متلازمة ماركيافافا–مكيلي، هذا المرض نادر، ومكتسب، ولربما يكون مرض خطير جدا حيث ينتج عنه فقر الدم الانحلالي داخل الاوعية الدموية (فقر الدم الناجم عن تدمير خلايا الدم الحمراء في الدم) ،البول الأحمر (وذلك لظهور الهيموغلوبين في البول) وتجلط الدم. الهيموغلوبيا الليلية الانتيابية PNH هو فقر الدم الانحلالي الوحيد الناتج عن عيب داخلي مكتسب (بدلا من الموروث) في غشاء الخلية (نقص glycophosphatidylinositol مما يؤدي إلى عدم وجود بروتينات وقائية على الغشاء).). وقد تتطور من تلقاء نفسها (PNH الأساسي) أو في إطار غيرها من اضطرابات نخاع العظم مثل فقر الدم اللاتنسجي (PNH الثانوي)، فالاقلية فقط هم الذين لديهم مؤشر على البول الأحمر في الصباح.
عادة ما يكون العلاج داعما عن طريق (نقل الدم لعلاج فقر الدم، استخدام مضاد تخثر الدم) ومع ذلك تستخدم أيضا الأجسام المضادة احادية المنشأ المعروف باسم (إيكوليزوماب (Soliris) لعلاج بعض الحالات.

## العلامات والاعراض
معظم الناس ممن يشكون من حالة «PNH الاساسي» يكون عندهم مؤشر بول احمر في بعض مراحل المرض، ولا تزال العديد منها تعمل على تعطيل خلايا الدم الحمراء بشكل منخفض، مما قد يؤدي إلى فقر الدم. ومن ثم تظهر عليهم اعراض فقر الدم مثل إعياء، وضيق التنفس والخفقان. فمن خلال الفحص المخبري للبول، يمكن تحديد حصائل تكسر خلايا الدم الحمراء (الهيموغلوبين وهيموسيديرين).
وهناك نسبة صغيرة من تقارير المرضى اعطت اعراض أخرى مثل، الام البطن وعسر البلع أو الم في البلع (الالم خلال عملية البلع)، فضلا عن العنانة عند الرجال- وهذا يحدث بشكل رئيسي عند انهيار خلايا الدم الحمراء بشكل سريع.
أربعين في المئة من المرضى يتطور عندهم الخثار (الجلطة الدموية) في مرحلة ما من مرضهم. وهو السبب الرئيسي للمضاعفات الشديدة والموت جراء مرض PNH. وقد تتطور في مواقع عامة (خثار وريدي عميق في القدم وانسداد رئوي عندما تتطور هذه الجلطات لتدخل الرئتين)، لكن، عند PNH، قد تتشكل الجلطات أيضا في المزيد من المواقع غير العادية : الوريد الكبدي (بمتلازمة بود – خياري) وفي الوريد البابي للكبد (التسبب ببوابة خثار الأوردة)، وعند الوريد المساريقي العلوي أو السفلي (يسبب نقص التروية المساريقي)، وعروق الجلد. التجلط الوريدي الدماغي، والاسم الشائع له السكتة الدماغية وهوالأكثر شيوعا عند الهيموغلوبينية الليلية الانتيابية.

## التشخيص
تظهر نتائج تحليل الدم لدى مرضى الهيموغلوبينية الليلية الانتيابية اعراض تتوافق مع فقر الدم الانحلالي داخل الاوعية: كانخفاض الهيموغلوبين، أثار هيدروجين اللاكتات واثار الخلايا الشبكية (خلايا الدم الحمراء غير الناضجة المنبثقة عن نخاع العظم لاستبدال الخلايا المدمرة)، أثار البيليروبين (الناتج عن انهيار الهيموغلوبين)، وانخفاض في مستويات الهوبتوغلوبين. ان اختبار مضاد الغلوبولين المباشر (DAT، أو مايعرف باختبار كومبس المباشر) يعتبر سلبيا، لان انحلالية الدم عند الهيموغلوبية الليلية الانتيابية ليس سببه الأجسام المضادة.
ويستخدم اختبار تحلل السكر أو السكروز، عند المرضى الذين وضعت خلايا الدم الحمراء عندهم في محلول ايوني منخفض المقاومة، ويلاحظ ان عملية انحلال الدم مستخدمة في عملية الفحص. والاختبار الأكثر تحديدا للهيموغلوبية الليلية الانتيابية، المسمى اختبار هام لانحلال الدم الحامضي (فبعد الدكتور توماس هام، الذي وصف الاختبار عام 1937) يتم تنفيذ الاختبار إذا كانت نتيجة اختبار السكر ايجابية لعملية انحلال الدم. الأساليب الحديثة الأكثر حساسية تشتمل على التدفق الخلوي ل عامل معجل للبلى وبروتكتين على خلايا الدم الحمراءوالبيضاء. اعتمادا على وجود هذه الجزيئات على سطح الخلية، تصنف هذه الاساليب على أنها النوع الأول، الثاني أو خلايا الهيموغلوبينية الليلية الانتيابية من النوع الثالث. ففي النوع الأول تحتوي الخلايا على مستويات عادية من CD55 و CD59؛ اما النوع الثاني فالخلايا فيه تحتوي على مستويات منخفضة بينما تغيب المستويات لوجود CD55 و CD59 عند النوع الثالث. فارتفاع عدد الخلايا النوع الثالث قد يؤدي إلى رتفاع خطر انحلال الدم وتجلط الدم.

## التصنيف
تصنف الهيموغلوبينية الليلية الانتيابية بحسب التشخيص إلى :
• الهيموغلوبينية الليلية الانتيابية الكلاسيكية.دليل PNH على انعدام اضطراب نخاع العظم.
• الهيموغلوبينية الليلية الانتيابية لتحديد وضع الاضطراب الآخر لنخاع العظم
• الهيموغلوبينية الليلية الانتيابية دون السريرية. شذوذ الهيموغلوبينية الليلية الانتيابية على التدفق الخلوي دون علامات انحلال الدم.

## الفيزيولوجيا المرضية
تمتلك جميع الخلايا بروتينات مرتبطة باغشيتها مسؤولة عن تنفيذ مجموعة واسعة من الوظائف. فهناك عدة طرق لضم البروتينات إلى غشاء الخلية. والهيموغلوبينية الليلية الانتيابية تحدث نتيجة لخلل في واحدة من هذه الآليات.
وثمة حاجة إلى انزيم فوسفتيدلينوستول الغليكان (PIGA) لصنع glycosylphosphatidylinositol (GPI) وهو الجزيء يثبت البروتينات بغشاء الخلية. الجين المرمز لل PIGA موجود على الكروموسوم X مما يعني أن نسخة واحدة فقط من جين PIGA موجودة في كل من خلية (البداية، الانثوي نسختين، ولكن واحدة منها تبقى صامتة من خلال تعطيل كروموسوم X). وان حدثت طفرة في هذا الجين فقد يحدث هناك عيب في PIGA، مما يؤدي إلى خلل ثبات مؤشر GPI. عندما يحدث هذا التحول في الخلية الجذعية لنخاع العظام (التي تستخدم لصنع خلايا الدم الحمراء وكذلك خلايا الدم البيضاء والصفائح الدموية)، فجميع نتاج الخلايا سوف يكون بها عيب أيضا. وتستخدم العديد من البروتينات المثبتة للGPI على غشاء الخلية لحماية الخلية من الدمار عن طريق النظام المكمل وبدون هذه المثبتات تصبح الخلايا مستهدفة أكثر من خلال بروتينات المتممـة. فجملة المتممـة تشكل جزءا من جهاز المناعة، وتساعد على تدمير الكائنات الحية الدقيقة الغازية. فمن دون البروتينات التي تحميهم من جهاز المتممة ستدمر خلايا الدم الحمراء. والبروتينات الرئيسية التي تضطلع بهذه المهمة هي العامل المسـرع للبلى (DAF) والذي يعطل تشكل كونفيرتاز C3، وبروتين (بروتكتين)، الذي يربط معقد الهجوم الغشـائيالغشاء المهاجم المركب ويمنع C9 من الارتباط بالخلية.
ان ازدياد تدمير خلايا الدم الحمراء يؤدي إلى فقر الدم. فزيادة معدل تجلط الدم يرجع إلى خلل في الصفائح الدموية نتيجة الارتباط بواسطة المكمل، أو ربما بسبب انخفاض مستويات أحادي أكسيد النيتروجين.
وتعزى أعراض تشنج المريء، ضعف الانتصاب، وآلام في البطن إلى حقيقة أن الهيموغلوبين قد سرب خلال ربط انحلال الدم باكسيد الآزوت المنتشر، وهذه المادة ضرورية لاسترخاء العضلات الاإرادية.
ويدعم هذه النظرية حقيقة أن هذه الأعراض تدعم من إدارة النترات أو سيلدينافيل (الفياغرا)، مما يحسن من تأثير أكسيد الآزوت في خلايا العضلات. ثمة شك في أن انحلال الدم المزمن يسبب استنزاف مزمن لاكسيد الآزوت والذي قد يؤدي إلى تطور ارتفاع ضغط الدم الرئوي (زيادة الضغط في الأوعية الدموية في الرئة)، وهذا بدوره يزيد الحمل الانقباضي على القلب ويسبب أيضا قصور في عضلة القلب.

## العلاج

### طويل الأجل
العلاج الشـافي Curative هو زرع نقي العظم
العلاجات غير الشـافية تشـمل مثبطات المناعة Immunosupprressors، الايكيليزيماب Eculizumab وهو ضد لل Anti-C5 Antibody) C5)، ومضادات المخثر، والمضادات الحيوية، والمعالجة الداعمة (نقل الدم، حمض الفوليك والحديد) ومعالجات أخرى (القشـرانيات Corticoids، الأندروجين والاريثروبويتين Erythropoietin).
1. ↑  Pronunciation of Marchiafava-Micheli - howjsay.com نسخة محفوظة 20 يونيو 2013 على موقع واي باك مشين.
2. 1 2  Kumar, Vinay; Abbas, Abul K.; Fausto, Nelson; & Mitchell, Richard N. (2007). Robbins Basic Pathology (8th ed.). Saunders Elsevier. p. 432 ISBN 978-1-4160-2973-1
3. 1 2 3 4 5 6 7 8 9 10 11 12 13  Parker C, Omine M, Richards S؛ وآخرون (2005). "Diagnosis and management of paroxysmal nocturnal hemoglobinuria". Blood. ج. 106 ع. 12: 3699–709. DOI:10.1182/blood-2005-04-1717. PMC:1895106. PMID:16051736. مؤرشف من الأصل في 2009-09-18. {{استشهاد بدورية محكمة}}: Explicit use of et al. in: |مؤلف= (مساعدة)صيانة الاستشهاد: أسماء متعددة: قائمة المؤلفين (link)
4. ↑  Ham TH (1937). "Chronic haemolytic anaemia with paroxysmal nocturnal haemoglobinuria: study of the mechanism of haemolysis in relation to acid-base equilibrium". N Engl J Med. ج. 217: 915–918. DOI:10.1056/NEJM193712022172307.
5. ↑  Rosti v. The molecular basis of Paroxymal Nocturnal Haemoglobinuria 2005; 85: 82-871

تعتبر الهيموغلوبيا الليلية الانتيابية حالة مزمنة. المرضى الذين يعانون من استنساخ صغير فقط وبعض المشاكل، فان رصد التدفق الخلوي كل ستة أشهر يعطي معلومات عن مدى خطورة واحتمالية الإصابة بمضاعفات ممكنة. ونظرا لارتفاع مخاطر تجلط الدم عند مرضى PNH فالعلاج الوقائي مع وارفارين يقلل من خطر الإصابة بتجلط الدم عند عندهم من خلال استنساخ كبير بنسبة (50% من خلايا الدم البيضاء من النوع الثالث).
يتم علاج نوبات تخثر الدم كما هو الحال مع المرضى الآخرين، ولكن بما أن PNH هو سبب لاستمرارية هذه الحالة فمن المرجح أن العلاج بأدوية الوارفارين أو ما شابه ذلك يجب أن يستمر لمدة طويلة بعد حدوث نوبة تجلط الدم.

### النوبات القلبية الحادة
هناك خلاف حول ما إذا كان المنشطات (مثل بريدنيزولون) يمكن أن تقلل من حدة أزمات انحلال الدم. فقد تكون هناك حاجة لنقل الدم من اجل العلاج، بالإضافة إلى أهمية تقويم معالجة فقر الدم، وهذا يمنع إنتاج خلايا PNH من قبل نخاع العظام، ويمنع انحلال الدم أيضا بشكل غير مباشر. ومع مضي الوقت تنقص كمية الحديد بسبب خسارته في البول، وقد تتم معالجته ان كان موجودا، فعلاج الحديد يمكن أن يعطي نتيجة في عملية انحلال الدم كما في أكثر خلايا PNH المنتجة.
والأجسام المضادة أحادية المنشأ الجديدة، إيكوليزوماب، تحمي خلايا الدم المناعية ضد الدمار بواسطة تثبيط النظام المكمل. فقد ثبتت فعاليته الحد من الحاجة لنقل الدم عند المرضى الذين يعانون من انحلال الدم.

## الفحص
يتم إجراء فحوص للكشف عن PNH لدى جميع الأشخاص من خلال فحص فقر الدم لاتنسجي ويمكن عمل هذه الفحوص من خلال متلازمة خلل التنسج النقوي لنوع «فقر الدم المقاوم».

## علم الأوبئة
ان الهيموغلوبينية الليلية الانتيابية هي امر نادر الحدوث، مع معدل سنوي قدره 1-2 حالة لكل مليون نسمة. فمعظم الحلات تتطور عند الأشخاص الذين سبق تشخيص فقر الدم اللاتنسجي أو متلازمة خلل التنسج النقوي عندهم. ففي الواقع ان الهيموغلوبينية الليلية الانتيابية يتطور في MDS ويفسر أيضا لماذا يبدو أن هناك نسبة أعلى من ابيضاض الدم عند المصابين بالهيموغلوبينية الليلية الانتيابية، كما أيضا في MDS يمكن أن تتحول في بضغ الأحيان إلى سرطان الدم.
25% من الحالات الانثوية لمرض الهيموغلوبينية الليلية الانتيابية اكتشفت خلال فترة الحمل. هذه المجموعة لديها نسبة عالية من تخثر الدم وخطر الموت لدى كل من الأم والطفل تزداد بنسبة كبيرة بما يقارب من (20 ٪ و 8 ٪ على التوالي).

## التاريخ
أول وصف للهيموغلوبيا الانتيابية كان من قبل الطبيب الألماني بول ستروبينج (غرايفسوالد 1852-1915) في عام 1882. والتفصيل الأكثر دقة قدم بواسطة الدكتور إتوري مارشيافافا والدكتور اليسيو نازاري عام 1911،, والإسهاب الآخر في التفصيل جاء بواسطة الدكتور مارشيافافا عام 1928. والدكتور ميشيلي فرديناندو عام 1931. اما الدكتور الهولندي اينيكنج فقد صاغ مصطلح «الهيموغلوبينية الليلية الانتيابية» (أو الخضابية الانتيابية عند اللاتين) عام 1928.

## وصلات خارجية
- Aplastic Anemia & MDS International Foundation
- PNH Research and Support Foundation